# Amiga 600
Amiga 600 была выпущена в марте 1992 года, как замена Amiga 500+. Данная модель отличается отсутствием у клавиатуры цифрового блока (самая маленькая классическая Amiga из всех выпускавшихся когда-либо). Компьютер был нацелен в первую очередь на рынок консолей, не добавляя ничего нового ни к Amiga в целом, ни к её операционной системе. Основные характеристики: 1 Мб Chip-памяти, чипсет ECS, Kickstart 2.05. Чип Fatter Agnus в Amiga 600 позволяет адресовать до 2 Мб Chip-памяти, и ещё 4 Мб Fast-памяти можно добавить подключением карты-расширения в PCMCIA-слот. Также для модели Amiga 600HD предусматривался 2,5" жёсткий диск объёмом 40 Мб.
Amiga 600 стала ещё одной попыткой Commodore нацелить ПК Amiga на рынок консолей и позиционировалась как компьютер для игр с клавиатурой которая «не работает». Клавиатура Amiga 600 насчитывает всего 78 клавиш (за счёт отказа от дополнительной клавиатуры калькулятора). Это, в свою очередь, послужило поводом для более поздних многочисленных любительских доработок в которых к корпусу добавлялись батареи и подходящий по размерам TFT-монитор. Также, эта модель оказалась последней в ECS-линейке классической Amiga и наиболее близкой к ноутбуку на базе Amiga (известном как Suzanne).
С Amiga 600 связан исторический анекдот: первоначально она должна была называться Amiga 300. Пытаясь сократить затраты на CBM, менеджеры буквально в последние минуты решили поменять название модели. Поэтому Amiga 600 стали позиционировать как преемника Amiga 500 и Amiga 500+, а первые ревизии материнской платы имели гравировку Amiga 300.

### Основные характеристики
| Свойство              | Описание |
| --------------------- | --- |
| Процессор             | Motorola 68000 на частоте 7,16 МГц ( NTSC ) или 7,09 МГц ( PAL ) |
| ОЗУ                   | 1 МБ оперативной памяти Amiga Chip с временем доступа 80 нс; Возможность расширения на 1 МБ в слоте расширения «trapdoor» и до 4 МБ в слоте PCMCIA, до 128 МБ с неофициальными расширениями                                                                                         |
| ПЗУ                   | 512 Кб Kickstart ROM или 1 МБ с неофициальными расширениями |
| Набор микросхем       | Расширенный набор микросхем (ECS) |
| Видео                 | 12-битная цветовая палитра (4096 цветов) Графические режимы от: - От 320 × 200 до 320 × 512 с 32, 64 (режим EHB) или 4096 (режим HAM) цветов на экране - От 640 × 200 до 640 × 512 с 16 цветами на экране - От 1280 × 200 до 1280 × 512, 640 × 480 p 60 (VGA) с 4 цветами на экране |
| Аудио                 | 4 × 8-битные каналы PCM (2 стереоканала) Максимальная частота дискретизации DMA 28-56 кГц (зависит от используемого режима видео), отношение сигнал/шум 70 дБ |
| Сменный накопитель    | Дисковод гибких дисков 3,5" DD (емкостью 880 кБ) |
| Встроенный накопитель | Жесткий диск 2,5" - опционально В модели A600HD предустановлен жесткий диск объемом 20 или 40 МБ. |
| Аудио/видео выход     | Аналоговый видео выход RGB (DB-23M) Композитный видео выход (RCA) РЧ аудио/видео выход (RCA) Аудио выход (2 × RCA) |
| Порты ввода/вывода    | 2 порта мыши/геймпада (DB-9) Последовательный порт RS-232 (DB-25M) Параллельный порт в стиле Centronics (DB-25F) Порт для дисковода гибких дисков (DB-23F) 44-контактный контроллер ATA (внутренний) 16-разрядный слот PCMCIA типа II                                               |
| Слоты расширения      | 80-контактный слот расширения «trapdoor» для обновления ОЗУ 1 МБ (может включать и RTC) |
| Операционная система  | AmigaOS 2.0 (Workbench 2.05 и Kickstart 2.05) AmigaOS 3.1 с заменой Kickstart 3.1 AmigaOS 3.5/3.9 с обновлением процессора на 68020 и выше |
| Физические размеры    | 350 × 240 × 75 мм (Ш × Г × В) |
| Вес                   | 2,7 кг |
| Другое                | Встроенная клавиатура с 78 клавишами (без цифрового блока) |